# Ung kvinna som skriver ett brev
Ung kvinna som skriver ett brev är en oljemålning av Johannes Vermeer från omkring 1665.

## Beskrivning av målningen
I ett svagt belyst rum sitter en kvinna klädd i en gul pälsbrämad jacka vid ett bord. Hon har huvudet vänt åt sidan för att småleende se direkt på betraktaren, avbruten som hon synes vara i skrivandet av ett brev. Hon håller en fjäderpenna i höger hand och håller vänster hand på ett pappersark.
På väggen bakom kvinnan hänger en knappt urskiljbar oljemålning, ett stilleben med musikinstrument och med ett vanitas-motiv.
Brevskrivande kvinnor enligt den tematiska traditionen i nederländsk konst vid denna tid är nästan alltid associerade till kärlek. En sådan avsikt kan också finnas i denna målning, men det narrativa innehållet i bilden är begränsat till väggmålningen.

## Proveniens
Målningen tillhörde de målningar som har haft Pieter van Ruijven som förste ägare, och som efter honom gick i arv till respektive hustrun, dottern och svärsonen. Den såldes på auktionen efter Jacob Dissius i Amsterdam i maj 1696. 
I november 1808 såldes målningen på auktion i Haag efter fogden J. van Buren i Noordwijkerhout till en läkare i Rotterdam, Cornelis Jan Luchtmans (1777–1860). Denne sålde den 1816 till skeppsbyggaren F. Kamermans i Rotterdam. Efter det att Kamermans samling auktioneras ut 1826, passerade målningen under kort tid flera ägare innan den omkring 1830 hamnade hos den belgiske politikern François de Robiano (1778–1836) i Bryssel och senare släktingar till denne till 1906. 
År 1907 köptes den av bankiren J.P. Morgan i New York och ärvdes 1913 av sonen J.P. Morgan, Jr. Den såldes av honom 1940 till konsthandeln M. Knoedler & Co. i New York) för att samma år säljas till gruvägaren Harry Oakes (1874–1943) i Nassau på Bahamas. Därefter kom den i hans änkas, Eunice Myrtle McIntyre Oakes (omkring 1894–1981) ägo och såldes 1946 via M. Knoedler & Co. till Horace Havemeyer (1886–1956) i New York, son till konstsamlaren Lousine Havemayer. Målningen ärvdes efter honom av hans två söner, vilka 1962 donerade den till National Gallery of Art i Washington D.C.